# Bahnstrecke Rättvik–Borlänge
| Bahnhof in Repbäcken |                                |                                         |                                         |
| Streckennummer: | 6                              |                                         |                                         |
| Streckenlänge: | 64,1 km                        |                                         |                                         |
| Spurweite: | 1435 mm (Normalspur)           |                                         |                                         |
| Stromsystem: | Mora–Borlänge 15 kV, 16,7 Hz ~ |                                         |                                         |
| |                                |                                         |                                         |
| \| \| \| nach Mora \| \| \| \| 128,4 \| Rättvik \| Rättvik \| \| \| 123,2 \| Tinaby \| Tinaby \| \| \| \| Utby \| \| \| \| \| Bahnstrecke Orsa–Falun nach Falun \| \| \| \| 123,2 \| Tinaby \| Tinaby \| \| \| 117,9 \| Tällberg \| Tällberg \| \| \| 113,1 \| Leksboda (früher Pers.-Halt) \| Leksboda (früher Pers.-Halt) \| \| \| 107,8 \| Leksand \| Leksand \| \| \| \| Österdalälven \| \| \| \| 103,6 \| Häradsbygden \| Häradsbygden \| \| \| 100,5 \| Österdalälven \| Österdalälven \| \| \| 99,5 \| Insjön \| Insjön \| \| \| 101,3 \| Insjöns hamn \| Insjöns hamn \| \| \| 98,2 \| Knippboheden (früher Pers.-Halt) \| Knippboheden (früher Pers.-Halt) \| \| \| 92,4 \| Gräfs grusgrop \| Gräfs grusgrop \| \| \| 90,2 \| Gagnef \| Gagnef \| \| \| 85,3 \| Djurås (früher Bhf.) \| Djurås (früher Bhf.) \| \| \| 81,5 \| Djurmo \| Djurmo \| \| \| 79,4 \| Sifferbo \| Sifferbo \| \| \| 75,6 \| Duvnäs \| Duvnäs \| \| \| \| Dalälven \| \| \| \| 73,4 \| Lännheden \| Lännheden \| \| \| \| von Malung \| \| \| \| 70,9 \| Repbäcken (früher Pers.-Halt) \| Repbäcken (früher Pers.-Halt) \| \| \| \| Falun–Västerdalarnes Järnväg nach Falun \| \| \| \| \| Tjärna \| \| \| \| \| von Kvarnsvedens pappersbruk \| \| \| \| \| Bahnstrecke Ludvika–Falun von Falun \| \| \| \| 64,3 \| Borlänge \| Borlänge \| \| \| \| nach Ludvika \| \| \| \| \| nach Avesta \| \| \| \| \| \| \| \| Quellen: [1] \| \| \| \| |                                |                                         |                                         |
| Strecke |                                | nach Mora                               | nach Mora                               |
| Bahnhof | 128,4                          | Rättvik                                 | Rättvik                                 |
| ehemaliger Haltepunkt / Haltestelle | 123,2                          | Tinaby                                  | Tinaby                                  |
| ehemaliger Haltepunkt / Haltestelle |                                | Utby                                    | Utby                                    |
| Abzweig geradeaus und ehemals nach links |                                | Bahnstrecke Orsa–Falun nach Falun       | Bahnstrecke Orsa–Falun nach Falun       |
| ehemaliger Haltepunkt / Haltestelle | 123,2                          | Tinaby                                  | Tinaby                                  |
| Bahnhof | 117,9                          | Tällberg                                | Tällberg                                |
| Dienststation / Betriebs- oder Güterbahnhof | 113,1                          | Leksboda (früher Pers.-Halt)            | Leksboda (früher Pers.-Halt)            |
| Bahnhof | 107,8                          | Leksand                                 | Leksand                                 |
| Brücke über Wasserlauf |                                | Österdalälven                           | Österdalälven                           |
| ehemaliger Bahnhof | 103,6                          | Häradsbygden                            | Häradsbygden                            |
| Brücke über Wasserlauf | 100,5                          | Österdalälven                           | Österdalälven                           |
| Bahnhof | 99,5                           | Insjön                                  | Insjön                                  |
| Abzweig geradeaus und von links · Betriebs-/Güterbahnhof Streckenende und quer | 101,3                          | Insjöns hamn                            | Insjöns hamn                            |
| Dienststation / Betriebs- oder Güterbahnhof | 98,2                           | Knippboheden (früher Pers.-Halt)        | Knippboheden (früher Pers.-Halt)        |
| ehemalige Blockstelle | 92,4                           | Gräfs grusgrop                          | Gräfs grusgrop                          |
| Bahnhof | 90,2                           | Gagnef                                  | Gagnef                                  |
| Haltepunkt / Haltestelle | 85,3                           | Djurås (früher Bhf.)                    | Djurås (früher Bhf.)                    |
| ehemaliger Haltepunkt / Haltestelle | 81,5                           | Djurmo                                  | Djurmo                                  |
| ehemaliger Haltepunkt / Haltestelle | 79,4                           | Sifferbo                                | Sifferbo                                |
| ehemaliger Bahnhof | 75,6                           | Duvnäs                                  | Duvnäs                                  |
| Brücke über Wasserlauf |                                | Dalälven                                | Dalälven                                |
| ehemaliger Haltepunkt / Haltestelle | 73,4                           | Lännheden                               | Lännheden                               |
| Abzweig geradeaus und von rechts |                                | von Malung                              | von Malung                              |
| Dienststation / Betriebs- oder Güterbahnhof | 70,9                           | Repbäcken (früher Pers.-Halt)           | Repbäcken (früher Pers.-Halt)           |
| Abzweig geradeaus und ehemals nach links |                                | Falun–Västerdalarnes Järnväg nach Falun | Falun–Västerdalarnes Järnväg nach Falun |
| ehemaliger Bahnhof |                                | Tjärna                                  | Tjärna                                  |
| Abzweig geradeaus und von links |                                | von Kvarnsvedens pappersbruk            | von Kvarnsvedens pappersbruk            |
| Abzweig geradeaus und von links |                                | Bahnstrecke Ludvika–Falun von Falun     | Bahnstrecke Ludvika–Falun von Falun     |
| Bahnhof | 64,3                           | Borlänge                                | Borlänge                                |
| Abzweig geradeaus und nach rechts |                                | nach Ludvika                            | nach Ludvika                            |
| Strecke |                                | nach Avesta                             | nach Avesta                             |
| |                                |                                         |                                         |
| Quellen: |                                |                                         |                                         |

Die Bahnstrecke Rättvik–Borlänge ist eine normalspurige Bahnstrecke in Schweden. Die Strecke wurde in mehreren Etappen von privaten Eisenbahngesellschaften erbaut.

## Geschichte
Die ersten Pläne für eine Eisenbahn zum Siljan gab es bereits 1850. Falun wurde 1859 von der Gävle-Dala Järnväg (GDJ) an das Streckennetz angeschlossen. Zwanzig Jahre später errichtete die Bergslagernas Järnvägarsaktiebolaget ihre Hauptstrecke zwischen Göteborg und Falun. Eine Zweiglinie zum Siljan hatten beide Eisenbahngesellschaften angedacht, sie wurde aber nicht gebaut.

## Siljans Järnvägsaktiebolag
1881 wurde die Siljans Järnvägsaktiebolag gegründet. Diese Aktiengesellschaft errichtete eine Bahnstrecke zwischen Borlänge und Insjön, südlich des Siljan. Die 37 Kilometer lange Strecke wurde 1884 fertiggestellt und als Siljansbahn bezeichnet.
1890 erreichte die Eisenbahn durch die Falun–Rättvik–Mora Järnvägsaktiebolag (FRMJ) die Stadt Rättvik. Diese Strecke verband Falun mit Mora über Grycksbo und Rättvik.

## Übernahme der Siljans Järnvägsaktiebolag
1912 wurde die Siljans Järnvägsaktiebolag von der Södra Dalarnes Järnvägsaktiebolag (SDJ) aufgekauft. Beide Gesellschaften hatten bereits vorher miteinander zusammengearbeitet. Die Hauptstrecke der SDJ führte von Krylbo nach Borlänge.
Die SDJ eröffnete 1914 eine neue Strecke, die die alte Siljansbahn mit Rättvik über Leksand verband. Die Strecke begann in Knippboheden, wenige Kilometer südlich des alten Endpunktes Insjön. Die Strecke zwischen Knippboheden und Insjön blieb als Nebenstrecke erhalten. Der alte Bahnhof erhielt die Bezeichnung Insjöns hamn, während an der neuen Strecke ein neuer Bahnhof Insjön erbaut wurde.
1919 wurde die Trafikförvaltningen Göteborg–Dalarne–Gävle (GDG) gegründet, in der GDJ und SDJ enthalten waren. 1948 erfolgte im Rahmen der Allgemeinen Eisenbahnverstaatlichung die Übernahme der Strecke durch die SJ.

## Verkehr

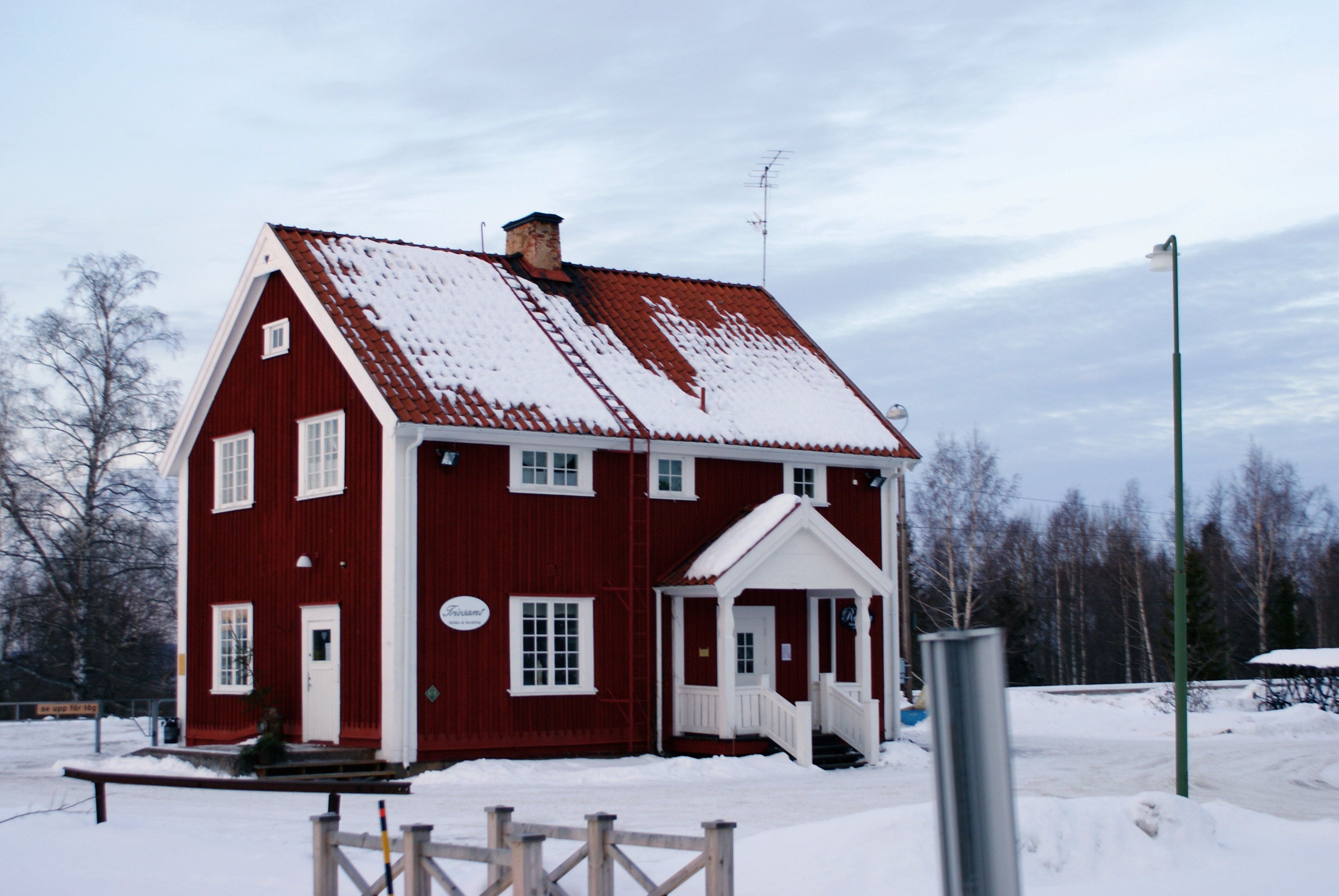
Bahnhof in Tällberg

Der regelmäßige Verkehr wurde in der Form durchgeführt, dass die Personenzüge zwischen den Endbahnhöfen Borlänge und Rättvik verkehrten. Die Züge nach Mora hatten ihren Ausgangspunkt in Gävle oder Falun und verkehrten über die direkte Strecke über Grycksbo. Dies wurde so lange beibehalten, bis die Strecke 1948 von den SJ übernommen wurde.
Am 29. Mai 1960 wurde der Personenverkehr zwischen Falun und Repbäcken sowie der Güterverkehr zwischen Källviken und Repbäcken eingestellt. Die Verbindung von Falun nach Rättvik wurde ab dem 1. Dezember 1965 unterbrochen, als die Strecke zwischen Grycksbo und Rättvik stillgelegt und abgebaut wurde. Seither verkehren alle Züge auf dieser Strecke zwischen Rättvik und Borlänge, wo 1965 auch ein neuer Güterbahnhof als Güterverkehrszentrum für die Dalarna in Betrieb genommen wurde.
Etwa zur gleichen Zeit wurden die Dampflokomotiven durch die Dieseltraktion ersetzt. Zum Einsatz kam hauptsächlich die Baureihe T41. In den 1970er Jahren kam auch die Baureihe T45 auf die Strecke. Zwischen 1967 und 1973 gab es eine Direktverbindung zwischen Stockholm und Mora, auf der Triebwagen der Baureihe Y3 eingesetzt wurden. 1978 wurde die Strecke elektrifiziert. Statt der in Schweden sonst üblichen Stahlmasten wurde die Fahrleitung an geteerten Holzmasten angebracht.
Der Personenverkehr führte Tåg i Bergslagen mit Regina-Triebwagen zwischen Borlänge und Morastrand durch. Danach wurden die Züge von Tågkompaniet gefahren. SJ führt einige InterCity-Züge von Stockholm weiterhin über Borlänge nach Mora, die meisten enden jedoch in Falun. Die Strecke ist Teil der seit der Namensgebung von Bahnstrecken durch Banverket im Jahre 1990 als Dalabanan bezeichneten Verbindung zwischen Mora und Uppsala.
In Insjöns hamn besteht ein Anschluss zu einem Sägewerk. Hier ist Sitz und logistischer Hauptstandort des bedeutenden Versand- und Einzelhandelsunternehmens Clas Ohlson AB, es besteht ein Anschluss zum Zentrallager. Im Durchgangsverkehr wird auf der Strecke in erster Linie Holz befördert.